# Saint-Léger-du-Ventoux
 Saint-Léger-du-Ventoux  es una población y comuna francesa, en la región de Provenza-Alpes-Costa Azul, departamento de Vaucluse, en el distrito de Carpentras y cantón de Malaucène.
Está integrada en la Communauté de communes de la Vallée du Toulourenc.

## Demografía
| 36 | 30 | 28 | 33 | 31 | 24 |
| Para los censos de 1962 a 1999 la población legal corresponde a la población sin duplicidades (Fuente: INSEE [Consultar]) |    |    |    |    |    |

Es la comuna menos poblada del departamento.